# مؤسسة جابمايندر
مؤسسة جابمايندر هي شركة غير ربحية مسجلة في ستوكهولم، السويد تعمل على تعزيز التنمية العالمية المستدامة وتحقيق المرامي التنموية للأمم المتحدة في الألفية من خلال زيادة استخدام الإحصاءات والمعلومات الأخرى المتصلة بالتنمية الاجتماعية والاقتصادية والبيئية واستيعابها، على المستويات المحلية والدولية والعالمية.
طورت المؤسسة برنامج تريندالايزر الذي اشترته شركة جوجل في مارس عام 2007. الإصدار الحالي من برنامج تريندالايزر هو جابمايندر العالم، وهو خدمة قائمة على الويب تعرض متسلسلات زمنية للإحصاءات المتعلقة بالتنمية لجميع الدول وكثير من المناطق دون الوطنية. يستخدم برنامج جابمايندر العالم "Google Motion Charts" لتعزيز رسوماتها. كذلك أنشأت مؤسسة جابمايندر عددًا من المشروعات الأخرى ومنها:
- توزيع الدخل العالمي، وهو عبارة عن عرض تفاعلي للإحصائيات بشأن توزيع الدخل المنزلي لكلٍّ من بنجلاديش والبرازيل والصين والهند وإندونيسيا واليابان ونيجيريا وباكستان والولايات المتحدة، والعالم كله في كل عام في الفترة من 1970 إلى 1998.
- «شارع الدولارات» هو عرض تفاعلي للعالم كشارع. رقم الشارع هو الدخل اليومي لكل شخص في العائلة. تعيش كل شعوب العالم في شارع الدولارات. يعيش الأكثر فقرًا من بين السكان في الجانب الأيسر والأكثر ثراءً منهم في الطرف الأقصى من الجانب الأيمن. جميع الأشخاص الآخرين يعيشون بينهما، بناءً على مقياس مستمر من الدخول اليومية.
- اتجاهات التنمية البشرية 2003، عرض فلاش موضوعي خطي قام على تطويره برنامج الأمم المتحدة للتنمية (UNDP) لإطلاق تقرير التنمية البشرية 200.
- مخطط الصحة العالمية 2001، عرض 50 إلى 100 عام من التنمية الصحية لجميع دول العالم مع متسلسلات زمنية لعدد 35 مؤشرًا توفرها منظمة الصحة العالمية.

تتألف الهيئة المؤسِّسة لمؤسسة جابمايندر من السفير جنبريت أندرسون والأستاذ كريستر جانارسون من جامعة لاند والأستاذ بو ساندجرين من كلية ستوكهولم للاقتصاد والأستاذ هانس روزلينج من معهد كارولينسكا والأستاذ هانز فيجزل نسخة محفوظة 30 يونيو 2011 على موقع واي باك مشين. من معهد كارولينسكا.

## رسالةالمؤسسة
تهدف المؤسسة إلى تعزيز التنمية العالمية المستدامة وتحقيق المرامي التنموية للأمم المتحدة في الألفية من خلال زيادة استخدام الإحصاءات والمعلومات الأخرى المتصلة بالتنمية الاجتماعية والاقتصادية والبيئية واستيعابها، على المستويات المحلية والدولية والعالمية.
أهداف المؤسسة سيتم تحقيقها من خلال:
1. استخدام تقنية المعلومات وتطويرها لإضفاء المزيد من السهولة على عرض الإحصائيات والمعلومات الأخرى في صيغة مفهومة؛
2. امتلاك نتائج التنمية وحمايتها ونشرها مجانًا؛
3. استخدام نتائج التنمية، مع العديد من الشركاء المتعاونين، بغية إتاحة الإحصاءات والمعلومات الأخرى المتصلة بالتنمية وصياغتها بشكل مفهوم أمام مجموعات واسعة من المستخدمين عبر الإنترنت والوسائط الأخرى.

## وصلات خارجية
- الموقع الرسمي